# Wanted, a Child
Wanted, a Child é um filme mudo norte-americano de 1909 em curta-metragem do gênero drama, dirigido por D. W. Griffith.